# 시카고 타자기 (드라마)
《시카고 타자기》(Chicago Typewriter)는 2017년 4월 7일부터 2017년 6월 3일까지 방송된 tvN 금토 드라마이다. 1회부터 8회까지 밤 8시에 방영했고, 황금연휴 결방 이후 9회부터는 30분 늦춰진 밤 8시 30분에 방영했다.
이 드라마는 1930년대 일제강점기의 경성과 2017년 서울을 배경으로 주인공들의 전생과 현생에서 일어나는 이야기를 담았다. 일제강점기 청춘들의 삶과 올드한 감정이 현대를 사는 사람들에게 따뜻한 위로와 응원이 될 수 있음을 전하고자 기획된 작품이다. 판타지, 로맨스, 코미디, 미스터리 등이 가미된 복합 장르물이다.
드라마의 제목은 톰프슨 기관단총의 별명, 서휘영의 유작(遺作), 한세주의 소설, 시카고에서 발견된 타자기 등을 지칭하는 것으로 중의적이다.

## 줄거리
1930년대 일제 치하를 치열하게 살다간 문인(文人)이자 독립운동가 서휘영과 가수이자 저격수 류수현이 각각 슬럼프에 빠진 베스트셀러 작가 한세주와 그의 열혈팬이자 문인 덕후 전설로 환생하고, 전생의 둘과 함께 했던 신율이 유령작가 유진오로 나타나면서 벌어지는 앤티크 로맨스다.
전생의 배경은 주로 1933년이며 항일단체 조선청년해방연맹과 이들의 숨은 근거지인 카르페디엠을 중심으로 이야기가 펼쳐진다. 현생의 주인공들이 전생의 사건들에 영향을 받으면서도 슬럼프와 트라우마를 딛고 현재에 충실히 살아간다는 카르페 디엠을 주제의식으로 지니고 있는 드라마다.

## 제목의 의미
이 드라마의 제목은 다음과 같은 의미를 지닌다.
- 톰프슨 기관단총의 별명을 뜻한다. 극 중 서휘영과 류수현이 일제에 항거하기 위해 이 총을 사용했다.
- 서휘영의 유작(遺作)으로 작가 본인과 류수현, 신율의 이야기를 담은 자전적 소설이다.
- 모바일에 연재됐던 한세주의 소설이다. 이 소설을 활용하는 원소스 멀티유즈 프로젝트의 이름이기도 하다. 한세주가 전설, 유진오와 전생의 기억을 공유하면서 집필했다. 세 명이 모두 기억을 찾은 후 유진오는 전생을 기반으로 서휘영의 유고 소설을 마무리했다. 그러나 한세주는 전생과 다른 내용을 담아 소설을 다시 썼고, 동명의 단행본으로 출간했다.
- 신율의 영혼이 봉인된 채 시카고에서 발견된 타자기를 말한다. 서휘영은 이 타자기로 소설을 집필했다. 신율이 서휘영의 유언을 따라 그의 소설을 이어 쓸 때도 이 타자기를 사용했다.

## 등장 인물

### 주요 인물
- 유아인 : 한세주 / 서휘영 역 (한세주의 아역 : 최민영)

현생 베스트셀러 작가. 단편소설 '운명'으로 등단했지만, 지석을 만난 후 장르 소설 위주로 쓰고 있다. 문단의 아이돌이라는 별명답게 많은 팬을 거느리고 있다. 그러나 원고 압박과 황색언론 및 루머로 인해 스트레스를 받고 있으며, 어릴 적부터 사람들에게 버림받았던 아픔을 갖고 있다. 스토커 사건 이후 번아웃 신드롬을 겪고 슬럼프에 빠졌다. 설과 진오를 만나고 전생을 기억해내면서 슬럼프를 극복하기 시작하고 삶의 변화를 느낀다.
전생 소설가, 독립운동가. 경성제대 의학부 출신이지만 소설가가 되기 위해 자퇴했다. 조선청년해방연맹의 수장이 되어 독립운동을 펼친다. 주색잡기에 능한 한량으로 보이지만 자신의 신분을 감추기 위한 것이며, 신문에 연재하는 삼류 연애소설은 동지들에게 작전명령을 알리는 암호문이다. 수현을 사랑하지만 수장이라는 위치때문에 자신의 감정을 철저히 숨긴 채 그녀와 거리를 두려 한다.
- 임수정 : 전설 / 류수현 역 (전설의 아역 : 최명빈, 류수현의 아역 : 조민아)

현생 수의사. 작가를 아이돌처럼 쫓아다니는 문인 덕후이며 세주의 열혈팬이다. 국가대표 사격 선수였으나 총만 잡으면 이상한 환영이 보이자 그만뒀다. 광우병 사건으로 수의사 역시 그만두고 심부름센터를 운영하며 생계를 이어나갔다. 더불어 선배의 동물병원에서 일을 돕다가 다시 수의사 일을 시작하고, 세주를 만나 트라우마를 조금씩 극복해 나간다.
전생 가수, 독립운동가. 휘영의 도움으로 카르페디엠에 온 후 남장을 한 채 심부름꾼으로 일했다. 조선청년해방연맹의 조직원으로 저격수가 됐으며, 신분을 숨기기 위해 카르페디엠의 가수 '아나스타샤'로도 활동한다. 휘영을 사랑하고 자신을 구해준 복면남이라고 생각하지만, 일부러 냉정하게 대하는 휘영과 서로 마음을 확인하지 못하고 엇갈린다.
- 고경표 : 유진오 / 신율 역

현시점 유령. 세주의 해외 팬 사인회가 열린 카페에 있던 타자기 속에 영혼이 봉인돼 있었다. 세주의 집으로 온 후 슬럼프에 빠진 세주를 대신해 소설을 쓰고 홀연히 사라지기를 반복했다. 그러던 중 세주의 눈에 보이게 됐으며, 얼마 지나지 않아 유령이라는 사실도 밝혀진다. 그리고 자신이 왜 죽었는지 알기 위해서는 소설을 완성해야 한다고 말하고, 세주와 함께 소설 집필을 위해 노력한다.
1930년대 시점 카르페디엠 사장, 독립운동가. 경성제대 법학부 출신으로 친구 휘영과 함께 항일운동을 한다. 친일파 집안임을 역이용해 카르페디엠을 통해 올린 수익을 독립군 자금으로 사용한다. 수현이 저격수가 되는 것을 걱정했으나 그녀에게 사격을 가르쳐 주기도 한다.
- 곽시양 : 백태민 / 허영민 역 (백태민의 아역 : 손상연)

현생 소설가, 대학 강사. 단편소설 '인연'으로 세주보다 2년 먼저 신춘문예에 당선됐지만, 실은 세주의 원고를 훔쳐다 쓴 것이다. 세주와 함께 큰 인기를 누리고 있지만, 차기작들은 데뷔작에 못 미친다는 반응을 듣고 있기 때문에 세주에 대한 열등감이 강하다. 같은 이유로 설에게 일부러 접근한다. '인연'에 대한 비밀이 점점 드러나게 되자 세주를 해치려 한다.
전생 일제의 밀정. 위기에 처한 수현을 도와주며 조선청년해방연맹 일원들에게 접근한다. 휘영과 율에게는 자신을 시인이라고 소개했다. 조선청년해방연맹을 와해하고 수장을 잡기 위해 노력한다.

### 한세주의 주변 인물
- 조우진 : 갈지석 역

황금곰 출판사의 사장. 갓 등단한 세주의 가능성을 알아보고 그에게 출판사의 창립 작품을 써달라고 제안했다. 세주를 자신의 '골든에그(황금알)'라고 표현하면서 세주에게 끊임없이 압박을 주는 장본인이다. 돈의 논리를 쫓고 있지만 세주의 집필통을 잘 이해하며 염려하는 모습을 보이기도 한다.

### 전설의 주변 인물
- 양진성 : 마방진 역 (아역 : 곽지혜)

설의 소꿉친구. 드라마 작가 지망생. 혼자가 된 설과 함께 같은 집에서 친자매처럼 지냈다. 드라마 작가가 되기 위해 습작을 하며 서점과 식당에서 아르바이트를 한다. 글빨을 내려달라며 신에게 기도를 하다가 신빨이 내려 유령인 진오를 보고 첫눈에 반해 버린다.
- 전수경 : 왕방울 역

방진의 엄마. 무속인. 최근에는 신빨이 떨어져 손님이 줄었다. 어린 설을 자신의 집 성수청에 데려온 후 친딸처럼 키웠다. 우연히 만난 세주에게 그의 관상을 읊어 주었으며, 전생의 환영으로 힘들어하는 설을 진심으로 염려한다. 친딸 방진이 귀신을 볼 줄 아는 것을 알고 걱정한다.
- 강홍석 : 원대한 역 (아역 : 송준희)

설과 방진의 소꿉친구. 이탈리안 레스토랑 '리까르도'의 오너 셰프. 짝사랑하고 있는 설을 '세뇨리나'라는 애칭으로 부른다. 설과 가까워지는 세주를 질투하지만 번번이 밀린다.
- 지대한 : 원만해 역 - 대한의 아버지

### 백태민의 주변 인물
- 천호진 : 백도하 역

한국문학의 거장. 태민의 아버지. 세주의 아버지와 친구 사이였고 세주의 어머니를 사랑했다. 고아가 된 세주를 자신의 집으로 들인 후 세주의 든든한 후원자가 됐다. 하지만 아들 태민이 세주의 원고 '인연'을 훔쳐 등단한 것을 눈감아준다. 이후 세주와의 관계가 악화됐고 태민과 소희와의 관계도 역시 좋지 못하다. 세주에게 미안한 감정을 갖고 있고 잘못된 만행을 바로잡기 위해 노력하려 한다.
- 조경숙 : 홍소희 역

도하의 아내. 태민의 어머니. 남편이 아직도 첫사랑인 세주의 어머니를 잊지 못했다고 생각하며 세주가 도하의 친아들일 수도 있다고 생각한다. 이러한 이유로 누구보다도 세주를 증오한다. 송 기자와 모략하는 등 세주를 몰락시키기 위해 수단과 방법을 총동원한다.
- 미정 : 백세라 역 - 태민의 여동생. 뛰어난 미모를 가졌지만 트러블 메이커라 불릴만큼 반항적인 이미지가 강하다. 프랑스 유학중이며 오랜 시간 세주를 짝사랑했다. (등장하지 않음)

### 그 외
- 오나라 : 강 비서 역 - 세주의 비서
- 이규복 : 송종욱 역 - LK잡지 기자
- 김현숙 : 수의사 역 - 동물병원 원장. 전설의 선배
- 심민 : 미영 역 - 황금곰 출판사 사원
- 김성훈 : 이정봉 역 - 황금곰 출판사 사원
- 박지훈[3] : 전두엽 역 - 황금곰 출판사 신입사원
- 김기수 : 조상철 역 - 세주의 스토커
- 장격수 : 사채업자 역
- 강학수
- 전재현
- 박선임 : 한나 킴 역 - 시카고의 카페 알바생
- 정연주 : 방진의 동료 직원 역
- 나혜진 : 방진의 동료 직원 역
- 최서연 : 설의 동료 알바생 역
- 조영훈 : 동물병원 수의사 역
- 강지훈
- 최교식 : 세주네 정원사 역
- 이상홍 : 스토커 사건 수사관 역
- 정영도 : 방송기자 역
- 이지수 : 황금곰 출판사 사원 역
- 권진란 : 황금곰 출판사 사원 역
- 김숙인
- 전민협
- 윤재인
- 최현준 : 1930년대 사복경찰 역
- 김은지
- 홍대성 : 카르페디엠의 요진보 역
- 김영아
- 정병호 : 양호필 역 - 세주의 신경정신과 담당의
- 차건우 : 율이네 집사 역
- 윤부진
- 이슬아 : 카페 알바 역
- 박초아
- 이지윤 : 견주 역
- 서혜진
- 이유진
- 변주현 : 1920년대 경무국 부장 역
- 차순형 : 1920년대 사복경찰 역
- 김하윤
- 권정현
- 김우진
- 윤복성 : 프로젝트 '시카고 타자기'의 투자자 역
- 전이랑 : 장기봉 역 - 조선청년해방연맹의 일원
- 감승민 : 양형식 역 - 조선청년해방연맹의 일원
- 이태윤 : 남자 역 - 휘영에게 시간을 물어 작전개시를 확인한다.
- 이성원
- 김도형
- 이선영
- 박지홍 : 취객 역 - 공연 중인 수현을 위협해 싸움을 일으킨다.
- 김대건 : 용의자 역
- 김남호
- 김종호
- 김태훈
- 장병수
- 강동윤 : 조 선생 역 - 조선청년해방연맹의 일원
- 전진기 : 경무국장 역
- 임지민 : 기생 역
- 김홍현 : 학생1 역 - 태민을 향해 비난하는 학생
- 우현욱 : 학생2 역 - 태민을 향해 비난하는 학생
- 최다영 : 학생3 역 - 태민을 향해 비난하는 학생
- 김사훈
- 해선
- 김광태 : 기자3 역
- 김용진
- 하루비 : 공원의 아이 역
- 이두석 : 강 동지(동지1) 역 - 조선청년해방연맹의 일원
- 신원우 : 이 동지(동지2) 역 - 조선청년해방연맹의 일원
- 이원진 : 동지3 역 - 조선청년해방연맹의 일원
- 주동희 : 경찰 역 - 납치된 설을 찾아낸다.
- 임호준 : 형사 역
- 강성한
- 추연규
- 호동이 : 견우 역 - 개

### 특별출연
- 유병재 : 사슴 사육사 역 (2회)
- 최덕문 : 전설의 아버지 역 (3회 & 16화)
- 최송현 : 원소스 멀티유즈 프로젝트 '시카고 타자기'의 제작발표회 진행자 역 (3회)
- 우주소녀 : 한세주 소설 애독자 걸그룹 역 (3회)
- 전미선 : 현생 전설의 어머니 임소윤 / 전생 카르페디엠의 마담 소피아 역 (9~11화 & 13~16화)
- 우도임 : 조상미 역 - 조상철의 여동생 (10~15화)

## 제작진
- 기획 : 스튜디오 드래곤
- 연출 : 김철규, 김상우
- 극본 : 진수완
- 조연출 : 곽정후, 김정욱, 윤현기, 김미라(5회~16회), 김근희(1~4회)
- 제작 : 박지영
- 책임프로듀서 : 김진이
- 프로듀서 : 김기재
- 제작총괄 : 김경준
- 제작프로듀서 : 박정훈, 김운영
- 촬영 : 박재홍, 권영준, 윤석조(9회~16회), 송혜경(1회~8회)
- 조명 : 김승춘, 이강헌
- 미술 : 이강현
- 동시녹음 : 문인설, 정인호
- 음악 : 남혜승
- 편집 : 김나영
- 사운드 : 스튜디오 에스에이취
- CG : 매버릭
- DI/종합편집 : 이동환

## 시청률
최저 시청률과 최고 시청률은 시청률 조사회사와 지역별로 시청률에 차이가 있을 수 있습니다.
| 2017년      | 2017년      | 2017년     | 2017년      |
| 회차        | 방송일      | AGB 시청률 | TNmS 시청률 |
| ----------- | ----------- | ---------- | ----------- |
| 제1회       | 4월 7일     | 2.649%     | 3.8%        |
| 제2회       | 4월 8일     | 2.822%     | 3.2%        |
| 제3회       | 4월 14일    | 2.235%     | 2.3%        |
| 제4회       | 4월 15일    | 2.094%     | 2.6%        |
| 제5회       | 4월 21일    | 1.920%     | 1.9%        |
| 제6회       | 4월 22일    | 2.236%     | 2.6%        |
| 제7회       | 4월 29일    | 1.769%     | 2.4%        |
| 제8회       | 4월 29일    | 2.449%     | 2.8%        |
| 제9회       | 5월 12일    | 2.322%     | 3.7%        |
| 제10회      | 5월 13일    | 2.275%     | 2.0%        |
| 제11회      | 5월 19일    | 2.450%     | 2.5%        |
| 제12회      | 5월 20일    | 2.252%     | 2.4%        |
| 제13회      | 5월 26일    | 2.335%     | 2.2%        |
| 제14회      | 5월 27일    | 1.444%     | 1.7%        |
| 제15회      | 6월 2일     | 2.419%     | 2.4%        |
| 제16회      | 6월 3일     | 2.162%     | 2.9%        |
| 평균 시청률 | 평균 시청률 | 2.240%     | 2.6%        |
|             |             |            |             |
| 스페셜      |             |            |             |
| 1회         | 4월 28일    | 0.7%       | 0.8%        |
| 2회         | 5월 6일     | 0.9%       | 1.4%        |

## 사운드트랙

### Part. 1
| #            | 제목                                      | 작사                   | 작곡           | 재생 시간 |
| ------------ | ----------------------------------------- | ---------------------- | -------------- | --------- |
| 1.           | 〈Satellite (위성)〉 (솔튼페이퍼)         | 남혜승, 박상희, 안젤로 | 남혜승, 박상희 | 3:53      |
| 2.           | 〈Satellite (위성) (Inst.)〉 (솔튼페이퍼) |                        | 남혜승, 박상희 | 3:53      |
| 총 재생 시간 | 총 재생 시간                              | 총 재생 시간           | 총 재생 시간   | 7:46      |

### Part. 2
| #            | 제목                                  | 작사                 | 작곡         | 재생 시간 |
| ------------ | ------------------------------------- | -------------------- | ------------ | --------- |
| 1.           | 〈아주 오래된 기억〉 (백예린)         | 남혜승, 박진호, MIYO | 남혜승, MIYO | 3:43      |
| 2.           | 〈아주 오래된 기억 (Inst.)〉 (백예린) |                      | 남혜승, MIYO | 3:43      |
| 총 재생 시간 | 총 재생 시간                          | 총 재생 시간         | 총 재생 시간 | 7:26      |

### Part. 3
| #            | 제목                                        | 작사              | 작곡              | 재생 시간 |
| ------------ | ------------------------------------------- | ----------------- | ----------------- | --------- |
| 1.           | 〈우리의 얘기를 쓰겠소〉 (SG워너비)         | 도나, RICKY, CUZD | 도나, RICKY, CUZD | 3:59      |
| 2.           | 〈우리의 얘기를 쓰겠소 (Inst.)〉 (SG워너비) |                   | 도나, RICKY, CUZD | 3:57      |
| 총 재생 시간 | 총 재생 시간                                | 총 재생 시간      | 총 재생 시간      | 7:56      |

### Part. 4
| #            | 제목                              | 작사         | 작곡                                                          | 재생 시간 |
| ------------ | --------------------------------- | ------------ | ------------------------------------------------------------- | --------- |
| 1.           | 〈Be My Light〉 (케빈 오)         | 케빈 오      | Katrine "Neya" Klith, Daniel Davidsen, Peter Wallevik, 조미쉘 | 3:48      |
| 2.           | 〈Be My Light (Inst.)〉 (케빈 오) |              | Katrine "Neya" Klith, Daniel Davidsen, Peter Wallevik, 조미쉘 | 3:48      |
| 총 재생 시간 | 총 재생 시간                      | 총 재생 시간 | 총 재생 시간                                                  | 7:36      |

### Part. 5
| #            | 제목                          | 작사              | 작곡           | 재생 시간 |
| ------------ | ----------------------------- | ----------------- | -------------- | --------- |
| 1.           | 〈Come With Me〉 (Boni Pueri) | 김희진, 조혜음    | 남혜승, 박상희 | 3:58      |
| 2.           | 〈Time Walk〉 (Boni Pueri)    | 남혜승, Jello Ann | 남혜승, 박상희 | 3:30      |
| 총 재생 시간 | 총 재생 시간                  | 총 재생 시간      | 총 재생 시간   | 7:28      |

### 시카고 타자기 OST
| #            | 제목                                | 작사                      | 작곡                                                          | 재생 시간 |
| ------------ | ----------------------------------- | ------------------------- | ------------------------------------------------------------- | --------- |
| 1.           | 〈시카고 타자기〉                   |                           | 남혜승, 박상희                                                | 3:05      |
| 2.           | 〈Satellite (위성)〉 (솔튼페이퍼)   | 남혜승, 박상희, Jello Ann | 남혜승, 박상희                                                | 3:52      |
| 3.           | 〈아주 오래된 기억〉 (백예린)       | 남혜승, 박진호, MIYO      | 남혜승, MIYO                                                  | 3:43      |
| 4.           | 〈우리의 얘기를 쓰겠소〉 (SG워너비) | 도나, RICKY, CUZD         | 도나, RICKY, CUZD                                             | 3:59      |
| 5.           | 〈Be My Light〉 (케빈 오)           | 케빈 오                   | Katrine "Neya" Klith, Daniel Davidsen, Peter Wallevik, 조미쉘 | 3:48      |
| 6.           | 〈Come With Me〉 (Boni Pueri)       | 김희진, 조혜음            | 남혜승, 박상희                                                | 3:58      |
| 7.           | 〈Time Walk〉 (Boni Pueri)          | 남혜승, Jello Ann         | 남혜승, 박상희                                                | 3:30      |
| 8.           | 〈Satellite (위성) (Inst.)〉        |                           | 남혜승, 박상희                                                | 3:52      |
| 9.           | 〈아주 오래된 기억 (Inst.)〉        |                           | 남혜승, MIYO                                                  | 3:43      |
| 10.          | 〈우리의 얘기를 쓰겠소 (Inst.)〉    |                           | 도나, RICKY, CUZD                                             | 3:37      |
| 11.          | 〈Be My Light (Inst.)〉             |                           | Katrine "Neya" Klith, Daniel Davidsen, Peter Wallevik, 조미쉘 | 3:48      |
| 12.          | 〈유령작가 유진오〉                 |                           | 남혜승, 박상희                                                | 2:36      |
| 13.          | 〈총을 겨누다〉                     |                           | 남혜승, 박상희                                                | 3:02      |
| 14.          | 〈한세주의 전설〉                   |                           | 남혜승, 박상희                                                | 3:21      |
| 15.          | 〈시간여행〉                        |                           | 남혜승, 박상희                                                | 3:12      |
| 16.          | 〈그날의 소설을 함께 기억해〉       |                           | 남혜승, 박상희                                                | 3:10      |
| 총 재생 시간 | 총 재생 시간                        | 총 재생 시간              | 총 재생 시간                                                  | 56:16     |

## 제작

### 캐스팅
- 전설 역의 임수정은 2004년 《미안하다, 사랑한다》 이후 13년 만에 드라마에 출연했으며, 드라마의 배역처럼 실제로 책과 글을 좋아한다고 밝히기도 했다.[6]
- 한세주와 전설을 이어주는 삽살개 견우의 실제 품종은 올드 잉글리시 시프도그이며 제작진이 오디션 견(犬)을 보러 간 장소에서 우연히 만나 캐스팅을 제안해 출연하게 됐다.[7]

### 촬영
- 방영 한 달여를 앞둔 2017년 3월 2일에 촬영을 시작했다.[8]
- 1930년대 경성 거리를 배경으로 한 촬영은 경상남도 합천군의 오픈 테마파크에서 진행됐다.[9]

### 미술 및 소품
- 주요 소품인 타자기의 경우, 1930년대를 잘 나타낼 수 있는 영문 타자기를 선별한 뒤 전문가에게 의뢰해 타자기에 한글을 이식했다. 촬영 일주일 전 부족한 부품이 입수되어 타자기를 개조했다.[10] 또한 드라마에는 톰프슨 기관단총을 비롯해 루거 P08과 마우저 C96이 주요 소품으로 등장한다.
- 한세주의 서재에는 실제 책 2만여 권을 세팅했으며, 한세주의 집필실과 경성의 낡은 창고는 동선과 구성을 유사하게 만들었으며, 주인공의 동선에 놓인 소품들도 과거와 연결고리가 될 수 있도록 구성했다.[10]
- 이와 관련 이강현 미술감독은 “전사가 나열되고 현대로 넘어오는 순차적인 스토리가 아니어서 과거와 현재의 경계면이 많아질 수밖에 없고 확연한 구별보다는 이질감 없는 전환에 신경 쓴 구성을 하고자 했다”면서, "이른바 ‘따로 또 같이’를 만들어 나가기 위해 공간의 색상과 디스플레이를 통해 현재의 톤은 약간 누르고 과거의 이미지는 약간 톤업시켜 균형을 유지하려 했다"고 밝혔다.[10]

### 음악
- 1930년대 배경에 맞춰 루스 에팅과 베니 굿맨의 곡 등 재즈 음악들이 삽입됐다.
- 극 중 카르페디엠의 가수 류수현이 부르는 노래는 박단마의 〈날라리 바람〉으로, 해당 배역을 맡은 임수정이 직접 녹음했다.[11] 한편, 드라마 OST인 〈Come With Me〉와 〈Time Walk〉를 부른 보니 푸에리(Boni Pueri)는 체코의 소년 합창단이다.

## 편성 및 스페셜 방송
- 2017년 4월 28일 〈제19대 대통령선거 후보자 토론회〉 중계로 결방하고,[12] 해당 시간에 《윤식당》 5회가 재방송됐다. 대신 같은 날 오후 6시 50분에 1~6회를 축약한 60분 가량의 스페셜 방송이 특별 편성됐으며 허지웅이 내레이션을 맡았다.[13]
- 2017년 4월 29일 이전 날 결방분인 7회가 기존보다 10분 앞당겨진 밤 7시 50분부터 시작됐다. 이후 8회가 연속 방영됐다.[12]
- 2017년 5월 5일~5월 6일 황금연휴로 인해 결방했다. 대신 6일 밤 8시 30분에 1~8회의 내용 정리, 배우들의 인터뷰, 촬영 현장 등을 담은 비하인드 스페셜 방송이 편성됐으며 고경표가 내레이션을 맡았다.[14]

## 같이 보기
- 톰프슨 기관단총
- 카르페 디엠